# Greensboro Swarm
O Greensboro Swarm é um time norte-americano de basquetebol profissional sediado em Greensboro, Carolina do Norte. É afiliado ao Charlotte Hornets da National Basketball Association (NBA).
Com sede em Greensboro, Carolina do Norte, a equipe joga seus jogos em casa no Greensboro Coliseum Fieldhouse. A equipe se tornou a décima primeira equipe da D-League a ser de propriedade de uma equipe da NBA quando foi anunciada em 2015. 

## História
Em maio de 2015, o Charlotte Hornets anunciou que planejava trazer uma equipe da D-League para a Carolina do Norte em 2016. Depois de considerar várias cidades e arenas, os Hornets se estabeleceram em Greensboro. Em 29 de dezembro, o nome e o logotipo do Swarm foram revelados durante um intervalo entre os jogos do campeonato feminino e masculino do 40º aniversário do HAECO Invitational no Greensboro Coliseum Complex Special Events Center e contou com jogadores e executivos do Charlotte Hornets, Hugo the Hornet, Honey Bees (cheerleader dos Hornets), Swarm Squad e convidados especiais.
Em 25 de julho de 2016, os Hornets contratou o assistente do Denver Nuggets, Noel Gillespie, para ser o treinador principal do Swarm. Depois de duas temporadas e sem aparições nos playoffs, o contrato de Gillespie não foi renovado e ele foi substituído por Joe Wolf.
O assistente técnico do Hornets, Jay Hernandez, foi nomeado o treinador principal do Swarm para a temporada abreviada de 2020-21. O coordenador de vídeo dos Hornets, Jordan Surenkamp, foi então nomeado o treinador principal para a temporada de 2021-22.

## Temporadas
| Temporadas                   | Divisão                      | Temporada regular            | Temporada regular | Temporada regular | Temporada regular | Pós-temporada                                 |
| Temporadas                   | Divisão                      | Classificação                | V                 | D                 | %                 | Pós-temporada                                 |
| ---------------------------- | ---------------------------- | ---------------------------- | ----------------- | ----------------- | ----------------- | --------------------------------------------- |
| 2016–17                      | Atlântico                    | 4th                          | 19                | 31                | .380              |                                               |
| 2017–18                      | Sudeste                      | 3rd                          | 16                | 34                | .320              |                                               |
| 2018–19                      | Sudeste                      | 3rd                          | 24                | 26                | .480              |                                               |
| 2019–20                      | Sudeste                      | 5th                          | 9                 | 34                | .209              | Temporada cancelada pela pandemia de COVID-19 |
| 2020–21                      | —                            | 15th                         | 5                 | 10                | .333              |                                               |
| 2021–22                      | —                            | 13th                         | 9                 | 24                | .273              |                                               |
| Recorde da temporada regular | Recorde da temporada regular | Recorde da temporada regular | 82                | 159               | .332              |                                               |
| Recorde dos playoffs         | Recorde dos playoffs         | Recorde dos playoffs         | 0                 | 0                 | –                 |                                               |

## Treinadores
| # | Treinadores      | Temporadas    | Temporada regular | Temporada regular | Temporada regular | Temporada regular | Playoffs | Playoffs | Playoffs | Playoffs | Conquistas |
| # | Treinadores      | Temporadas    | J                 | V                 | D                 | %                 | J        | V        | D        | %        | Conquistas |
| - | ---------------- | ------------- | ----------------- | ----------------- | ----------------- | ----------------- | -------- | -------- | -------- | -------- | ---------- |
| 1 | Noel Gillespie   | 2016–2018     | 100               | 35                | 65                | .350              | —        | —        | —        | —        |            |
| 2 | Joe Wolf         | 2018–2020     | 93                | 33                | 60                | .355              | —        | —        | —        | —        |            |
| 3 | Jay Hernandez    | 2021          | 15                | 5                 | 10                | .333              | —        | —        | —        | —        |            |
| 3 | Jordan Surenkamp | 2021–Presente | 33                | 9                 | 24                | .273              | —        | —        | —        | —        |            |